# Rejon iwanofrankiwski
Rejon iwanofrankiwski (ukr. Івано-Франківський район) – rejon na Ukrainie, w obwodzie iwanofrankiwskim, ze stolicą w Iwano-Frankiwsku.

## Historia
Rejon został utworzony 17 lipca 2020 decyzją Rady Najwyższej o przeprowadzeniu reformy administracyjno-terytorialnej Ukrainy. W jego skład weszły dotychczasowe rejony: bohorodczański, halicki, rohatyński, tłumacki, tyśmienicki oraz miasto Iwano-Frankiwsk.

## Podział rejonu na hromady
- Hromada Bołszowce
- Hromada Bohorodczany
- Hromada Bukaczowce
- Hromada Bursztyn
- Hromada Halicz
- Hromada Dźwiniacz
- Hromada Dubowce
- Hromada Jezupol
- Hromada Zagwoźdź
- Hromada Iwano-Frankiwsk
- Hromada Łysiec
- Hromada Obertyn
- Hromada Olesza
- Hromada Rohatyn
- Hromada Sołotwyno
- Hromada Bohorodczany Stare
- Hromada Tyśmienica
- Hromada Tłumacz
- Hromada Uhrynów
- Hromada Jamnica